# Júlia Steinbruch
Júlia Vaena Steinbruch (Rio de Janeiro, 28 de maio de 1933) é uma advogada e política brasileira que foi deputada federal pelo Rio de Janeiro.

## Dados biográficos
Filha de Luciano Vaena e Clara Vaena. Advogada formada em 1956 na Universidade Federal do Rio de Janeiro com Doutourado em Direito Penal em 1958, foi procuradora do Serviço de Assistência Médica Domiciliar de Urgência (SAMDU) até ingressar na política como deputada federal pelo Rio de Janeiro em 1966 graças ao apoio de seu marido, o senador Aarão Steinbruch. 
O primeiro caso de Júlia Vaena foi a defesa do marinheiro norueguês Olav Hoffshaken, acusado de ter assassinado um taxista no Rio de Janeiro em agosto de 1956. O caso foi encerrado em outubro de 1957, com a vitória de Vaena em convencer o juri popular da inocência do marinheiro sob a alegação de legítima defesa.
Em 1959 se casou com o deputado federal Aarão Steinbruch. A cerimônia foi realizada no Grande Templo Israelita do Rio de Janeiro, sendo celebrada pelo rabino Jacob Fink. Entre os presentes se encontravam o vice-presidente João Goulart, o presidente da Câmara dos Deputados Ranieri Mazzilli e os deputados Bocaiuva Cunha, Fernando Ferrari, Sérgio Magalhães e Augusto de Gregório.

## Câmara dos Deputados
Lançada pelo esposo em agosto de 1966, a candidatura de Júlia Steinbruch foi construída na promessa de apoio aos trabalhadores, às mulheres e na proteção das crianças. A proposta principal era a criação do 14º salário para as trabalhadoras gestantes. Júlia foi eleita, sendo uma das mais votadas do estado do Rio de Janeiro, com cerca de quarenta mil votos.
Logo no início do mandato, Júlia defendeu que as esposas dos trabalhadores fossem incluídas no Salário-família. Em novembro de 1967 Júlia fez um discurso criticando a diferença de tratamento entre os funcionários públicos civis e militares do estado. Os militares recebiam o dobro de aumento salarial em relação aos civis e os generais recebiam salários acima dos ministros do governo. Júlia chamou os generais de os "novos Nababos dos cofres públicos". Ao final de 1967 foi incluída pelos jornalistas na lista dos dez parlamentares mais atuantes na Câmara dos Deputados.
Tanto ela quanto o esposo eram do MDB e foram cassados pelo Ato Institucional Número Cinco em 1969 e tiveram os direitos políticos suspensos por dez anos.
Graças a Lei da Anistia sancionada pelo presidente João Figueiredo em 1979 ela ingressou no PTB de Ivete Vargas e retornou à procuradoria-geral do Instituto de Administração Financeira da Previdência e Assistência Social (IAPAS) e em 1985 foi nomeada presidente da 6ª turma do Conselho de Recursos da Previdência Social aposentando-se do serviço público em 1990. 